# Marantochloa ramosissima
Marantochloa ramosissima là một loài thực vật có hoa trong họ Marantaceae. Loài này được (Benth.) Hutch. mô tả khoa học đầu tiên năm 1936.